# Service volontaire agricole
 (juin 2017).
Le service volontaire agricole ou service agricole est un encouragement à la population à servir à l'aide à l'agriculture en Suisse par du bénévolat et du volontariat tout en étant nourri et logé chez le paysan. L'encouragement a désormais été abrogé dans les années 2000. La mission a été reprise depuis par l'association Agriviva.

## Histoire
Il a débuté avec une ordonnance de la Confédération Suisse instituant un encouragement au service volontaire d'aide à l'agriculture en 1946. Il visait à continuer et pérenniser le mouvement vu le jour durant la mobilisation de la Deuxième Guerre mondiale. Il était publié une brochure avec la liste des fermes et de leurs disponibilités en matière d'engagement, elle servait à faire le lien entre les volontaires bénévoles et les paysans.

### 2017
En 2017, le projet a engagé un grand nombre de jeunes italiens au chômage désireux d'ajouter une expérience à leur CV.